# Palmer Lake
Palmer Lake is een plaats (town) in de Amerikaanse staat Colorado, en valt bestuurlijk gezien onder El Paso County.

## Demografie
Bij de volkstelling in 2000 werd het aantal inwoners vastgesteld op 2179.
In 2006 is het aantal inwoners door het United States Census Bureau geschat op 2292, een stijging van 113 (5,2%).

## Geografie
Volgens het United States Census Bureau beslaat de plaats een oppervlakte van
8,0 km², waarvan 7,9 km² land en 0,1 km² water. Palmer Lake ligt op ongeveer 2224 m boven zeeniveau.

## Plaatsen in de nabije omgeving
De onderstaande figuur toont nabijgelegen plaatsen in een straal van 24 km rond Palmer Lake.